# Croker Island
Croker Island – wyspa należąca do Australii, położona na Morzu Arafura, 200 km od miasta Darwin. Jej powierzchnia to 326 km². Najwyższy punkt wyspy wznosi się tylko 15 m ponad poziom morza.
W marcu 2005 r. spore zniszczenia na wyspie wywołał Cyklon Ingrid.